# Composition sculpturale «Pyramide égyptienne»
La composition sculpturale « Pyramide égyptienne » (en russe : Скульптурная композиция "Египетская пирамида") est une composition sculpturale du sculpteur Dmitri Lyndine. La sculpture est basée sur la nouvelle Kachtanka d'Anton Tchekhov.

## Description
La composition sculpturale est exécutée avec une technique de moulage en bronze. Le thème de la sculpture représente le moment où des animaux font un numéro de cirque appelé « pyramide égyptienne » (la truie Havronya Ivanovna, le jar Ivan Ivanovitch, le chat Fedor Timofeïevich et Kachtanka). La composition en bronze est installée sur un piédestal de granit autour duquel est posée une tuile colorée symbolisant l'arène du cirque.
La composition se trouve une plate-forme à l'entrée du parc Gorki de la ville de Taganrog.
150 kg de cire (modèle en cire), 1000 kg de mélange de moulage, 1000 kg de bronze ont été utilisés pour réaliser la composition. Les figures coulées en bronze étaient soumises à la gravure, au meulage, et au polissage. Le coût total de la fabrication, l'installation et l'amélioration de la composition sculpturale s'élèvent à 1 million et 61 milles roubles.